# Pink Slime
Als Pink Slime (englisch für rosa Schleim, auch Schlamm oder Pampe) bezeichnet man umgangssprachlich einige industriell hergestellte Produkte aus Rindfleischsorten, die mit Konservierungsmitteln haltbar gemacht werden. Als Handelsbezeichnung wird „mageres, fein strukturiertes Rindfleisch“ (engl. lean finely textured beef, LFTB) verwendet.

## Ursprung
Das Produkt LFTB wurde im Jahr 1991 durch das Unternehmen Beef Products, Inc., USA, erfunden, die zusätzliche Behandlung mit Ammoniak im Jahr 1994.:5
Der Ausdruck Pink Slime geht auf den Mikrobiologen Gerald Zirnstein zurück, der im Auftrag des US-Landwirtschaftsministeriums diese Erzeugnisse 2002 untersuchte und 2004 diesen Begriff in persönlichen Nachrichten verwendete. Im Jahr 2009 berichtete die New York Times im Rahmen von Fragen zur Lebensmittelsicherheit darüber und stellte fest, dass sowohl Fast-Food- als auch Lebensmittelketten in den USA es als Bestandteil ihres Rinderhacks nutzten. Nachdem der TV-Koch Jamie Oliver dies in einer seiner Sendungen beschrieb und vereinfacht darstellte, wurde der Begriff auf verschiedenen Wegen, wie z. B. weiteren TV-Sendungen und Berichten in sozialen Netzwerken, bekannt. Durch einen Bericht von ABC TV kam es 2012 zu Umsatzeinbrüchen von 80 % und zur Entlassung von über 50 % der Belegschaft bei Beef Products, Inc. AFA Foods, ein wichtiger Zulieferer von LFTB-haltigen Rinderhackfleisch für Schulkantinen, musste kurze Zeit nach dem ABC-TV-Bericht Insolvenz anmelden.

## Verfahren
Lean Finely Textured Beef besteht ursprünglich – wie der Name besagt – aus Rindfleisch, das Verfahren ist jedoch auch für andere Fleischarten geeignet. Zur Herstellung verwendet man Produktionsreste wie Abschnitte, sonst unverkäufliches Fleisch und Separatorenfleisch. Dieses wird mechanisch zerkleinert und die Fleischfasern werden vom Fett getrennt. Die Fasern ähneln danach in Farbe und Konsistenz zerteiltem Hackfleisch aus Muskelfleisch.
Anschließend wird die Masse mit Ammoniak behandelt. Das Gas löst sich in dem im Fleisch enthaltenen Wasser und es entsteht Ammoniakwasser. Dadurch steigt der pH-Wert des Fleischs und tötet Pathogene ab bzw. reduziert diese auf eine nicht mehr nachweisbare Konzentration. Diese Behandlung ist in erster Linie gegen Kolibakterien (O157:H7), aber auch gegen Salmonellen gerichtet. Nach dieser Behandlung wird es schockgefroren und kann anschließend mit Hackfleisch vermischt werden.:5f

## Verwendung
Durch die geringen Herstellungskosten wurde Pink Slime häufig zur erlaubten Streckung von Hackfleisch verwendet, das anschließend als Rohware im Handel angeboten wurde oder zubereitet als Hackfleischgerichte wie Hamburger, Frikadellen und Saucen in der Systemgastronomie und Gemeinschaftsverpflegung (z. B. Schulspeisung). Durch die Kennzeichnungspflicht und das Einsatzverbot von Separatorenfleisch vom Rind ist Pink Slime in der EU kaum verbreitet. Nach der allgemeinen Publizierung und der breiten Kritik in der Bevölkerung haben viele Anwender den Einsatz in der Lebensmittelproduktion beendet.

## Kritik
Es besteht durch die Behandlung mit Ammoniak die Möglichkeit, vorhandene erhöhte bakterielle Belastungen einschließlich der daraus resultierenden Geruchsentwicklung wirksam zu eliminieren und somit auch Fleisch beginnenden oder fortgeschrittenen Verfalls dem Verarbeitungs- und Verkaufsprozess noch zuzuführen – zumal wenn dieses mit anderem Fleisch vermischt wird. Gemäß New York Times stellte sich in einer langen Bilanz aus Qualitätskontrollen sowohl durch staatliche Organisationen als auch das Produkt abnehmenden Unternehmen heraus, dass mit Ammoniak behandeltes Hackfleisch betreffend E. Coli und Salmonellen relativ häufiger Kontaminationen aufwies. Dies resultierte aus dem Zwiespalt, dass bei entsprechend hohen Dosen an Ammoniak und somit starker mikrobiologischer Wirksamkeit auch unangenehme Ammoniakgerüche am Produkt auftraten, bei entsprechend erniedrigten Dosen jedoch deutlich häufiger mikrobiologische Kontaminationen. Als ein Kritikpunkt wird das verwendete tierische Material häufig als Schlachtabfall bezeichnet, was jedoch nicht dessen gesetzlicher Definition entspricht. Ebenso wird der Einsatz von Ammoniak als Konservierungsmittel von Pink Slime kritisiert. Befürworter weisen darauf hin, dass es ein zugelassener Lebensmittelzusatzstoff (E527) ist. Insbesondere die häufige Verwendung als Wasch- und Reinigungsmittel wird als Argument für die Untauglichkeit in der Lebensmittelherstellung genannt.

## Zitate
Die Nahrungsmittelexpertin Marion Nestle sagte über Pink Slime:

„Der Fleischschleim löst für die Fleischproduzenten ein gewaltiges Problem. Nur etwa die Hälfte des Fleisches der rund 34 Millionen Rinder, die jährlich geschlachtet werden, ist für den Verzehr durch Menschen geeignet. Der Rest wird verbrannt, vergraben oder als billiges Hunde- und Katzenfutter verwendet. Fleischschleim macht es möglich, dass bis zu zwölf Pfund dieses Fleisches für Menschen essbar werden, und rettet damit jährlich rund 1,5 Millionen Rindern das Leben.“

Gerald Zirnstein, Mikrobiologe des USDA, schrieb in einer E-Mail von 2002 an Kollegen:

„Ich halte das Zeug nicht für Hackfleisch, und ich denke, es als Hackfleisch zuzulassen ist eine Form der betrügerischen Etikettierung.“

Der britische Fernsehkoch Jamie Oliver sagte:

„Warum sollte ein vernünftiger Mensch mit Ammoniak angereichertes Fleisch in den Mund seines Kindes geben? Die große amerikanische Öffentlichkeit muss dringend verstehen, was ihre Lebensmittelindustrie macht.“